# Steve Harris (Rennrodler)
Stephen „Steve“ Harris (* 8. Juni 1967 in Calgary, Alberta, Kanada) ist ein ehemaliger kanadischer Rennrodler und Polizist sowie aktueller Sportmanager und Sportfunktionär. Von 2015 bis 2021 war er Präsident des kanadischen Rennrodelverbandes Luge Canada.

## Leben
Harris, der 1987 ein Studium der Bewegungswissenschaft an der University of Calgary begonnen hatte, trat im Doppelsitzer bei internationalen Rennen im Rahmen des Rennrodel-Weltcups an. Zusammen mit Harry Salmon belegte er bei den Weltmeisterschaften 1990 in seiner Heimatstadt Calgary den 12. Platz. Bei den Weltmeisterschaften 1991 auf der Bobbahn Hochsauerland in Winterberg wurde er zusammen mit Sam Salmon Zwölfter. Für die Rennrodelwettbewerbe im Rahmen der Olympischen Winterspiele 1992 in Lillehammer konnte sich Harris nicht qualifizieren, hier erhielten die Doppelsitzer Christi-Adrian Sudu/Dan Doll sowie Bob Gasper/André Benoit die Startplätze des kanadischen Verbandes. Nach der verpassten Olympiaqualifikation beendete Harris seine aktive Laufbahn. Nach dem Abschluss seines Bewegungswissenschaftsstudiums (1993) studierte er von 1994 bis 1995 Kriminologie am Mount Royal College.
Im Oktober 1996 nahm Harris seinen Dienst als Polizist beim Calgary Police Service auf. Neben dieser Tätigkeit bekleidete er verschiedene Funktionen beim kanadischen Rennrodelverbandes Luge Canada. So war er unter anderem Trainer der Rennrodel-Nationalmannschaft, von 2006 bis 2010 Vizepräsident für Sport und wurde 2015 zum Präsident des Verbandes gewählt. In seine Amtszeit als Präsident fällt mit der Bronzemedaille von Alex Gough im Einsitzer der Frauen und der Silbermedaille der Teamstaffel um Gough, Samuel Edney und Tristan Walker/Justin Snith bei den Rennrodelwettbewerben der Olympischen Winterspiele 2018 in Pyeongchang eine der erfolgreichsten Perioden des kanadischen Rennrodelverbandes. Mit dem Verlust der Bahn in seiner Heimatstadt Calgary, die zunächst im Rahmen der Bewerbung für die Weltmeisterschaften 2021 ab Frühjahr 2018 für 10 Millionen kanadische Dollar (umgerechnet 6,7 Millionen Euro) modernisiert werden sollte, aber nach dem Scheitern der Bewerbung um die Ausrichtung der Olympischen Winterspiele 2026 im März 2019 auf unbestimmte Zeit geschlossen wurde, fällt jedoch auch ein herber Rückschlag für den Rennrodelsport in seine Amtszeit.
Beim Jahreskongress des Rennrodelweltverbandes am 20. November 2020 unterlag er in einer Stichwahl um den Posten des Exekutivmitglieds der Fédération Internationale de Luge de Course Sorin Buta, dem Präsidenten des rumänischen Bob- und Schlittenverbandes, knapp. Im Juni 2021 wurde Harris’ Rücktritt als Verbandspräsident bekannt, Alex Gough folgte ihm auf dem Posten. Nachdem er im August 2021 aus dem Polizeidienst ausgeschieden war, übernahm Harris von September 2021 bis Mai 2022 die Elternzeitvertretung von Samuel Edney als Leiter des Hochleistungsprogramms von Luge Canada. Seit Juni 2022 ist er für Alpine Canada, den kanadischen Alpinsportverband, als Manager of Culture-Safety-Risk tätig; seit September 2022 leitet der die neu gegründete Arbeitsgruppe „Sicherer Sport“ des Internationalen Rodelverbands.